# Ken Levinsky
Ken Levinsky (* um 1960) ist ein US-amerikanischer Jazzmusiker (Piano, auch E-Piano, Synthesizer).

## Leben und Wirken
Levinsky ist der Sohn des Klarinettisten Walt Levinsky. Er spielte in den 1980er-Jahren bei Larry Elgart ( Flight of the Condor) und Michael Sahl (Music from the Exiles’ Cafe); ab dem folgenden Jahrzehnt arbeitete er u. a. mit John Pizzarelli, zu hörten auf den Alben Sing! Sing! Sing! (1986), My Blue Heaven (1990), All of Me (1992) und Naturally (1993) sowie mit Jerry Vivino (Walkin’ with the Wazmo).  Ferner trat er am Broadway und als Begleitmusiker von Vokalisten wie Ivy Austin in New Yorker Nachtclubs auf. In Woody Allens Film Radio Days (1987) trat er als Pianist mit Mia Farrow auf; in Everyone Says I Love You (1996) fungierte er als Musikproduktionsassistent.